# Tôn Đức Lượng
Tôn Đức Lượng (sinh năm 1925 tại Bắc Ninh, mất 2023) là một họa sĩ Việt Nam. Ông học tại École des beaux-arts du Viêt Nam niên khóa 1944–1945. Cùng với các họa sĩ nổi tiếng khác như Phan Kế An, Dương Bích Liên, Nguyễn Địch Dũng, Trần Quốc Ân. Ông làm việc cho báo Tiền Phong trong Chiến tranh Đông Dương lần thứ nhất và chính thức phụ trách mảng minh họa từ năm 1957 đến năm 1982.